# ولايات نيجيريا
نيجيريا جمهورية اتحادية (فدرالية) تتكون من 36 ولاية بالإضافة إلى منطقة العاصمة الإتحادية، أبوجا.
كل ولاية لها مجلس تشريعي (أحادي الغرفة) وحاكم منتخب يعين المجلس التنفيذي.

## الولايات الحالية ومنطقة العاصمة الفيدرالية
1. ولاية أبيا
2. ولاية آدماوة
3. ولاية اكوا ايبوم
4. ولاية أنمبرة
5. ولاية باوتشي
6. ولاية بايلسا
7. ولاية بينو
8. برنو
9. ولاية كروس ريفر
10. ولاية دلتا
11. Ebonyi
12. ولاية إدو
13. ولاية إكيتي
14. ولاية إينوغو
15. ولاية غومبي
16. ولاية إيمو
17. ولاية جيغاوة
18. ولاية كادونا
19. كانو (ولاية)
20. ولاية كاتسينا
21. ولاية كبي
22. ولاية كوجي
23. ولاية كوارة
24. ولاية لاغوس
25. ولاية نصراوة
26. ولاية نيجر
27. ولاية أوغون
28. ولاية أوندو
29. ولاية أوشون
30. أويو (ولاية)
31. بلاتو (ولاية)
32. ولاية ريفرز
33. ولاية صكتو
34. ترابة (ولاية)
35. ولاية يوبي
36. ولاية زامفارة